# Paul Garabedian
Pour les articles homonymes, voir Garabedian.
Paul Roesel Garabedian (Arménien: Փոլ Գարաբեդյան, né le 2 août 1927 à Cincinnati – mort le 13 mai 2010 à Manhattan) est un mathématicien et analyste numérique américain d'origine arménienne. Il a été le directeur de la division de Mécanique des fluides numérique au Courant Institute of Mathematical Sciences, de l'Université de New York.

## Formation et carrière
Né à Cincinnati, Garabedian obtient son bachelor de l'Université Brown en 1946 et son master de l'Université Harvard en 1947, les deux en mathématiques. Il a reçu son doctorat, également de l'Université Harvard, en 1948, sous la direction de Lars Ahlfors. Il était à l'Université Brown lorsqu'il a rencontré son collègue de longue date et collaborateur, Frances Bauer.
En 1949 Garabedian rejoint la faculté de l'Université de Californie au titre de professeur adjoint et est devenu professeur associé en 1952. En 1956, il s'installe à l'Université Stanford en tant que professeur de mathématiques. En 1959, il s'installe à l'Institut des Sciences Mathématiques [qui deviendra plus tard l'Institut Courant] à l'Université de New York. En 1978, il a été nommé Directeur de la division de Mécanique des fluides numérique au Courant Institute of Mathematical Sciences, Université de New York. Dans une longue et fructueuse carrière universitaire, Garabedian a supervisé 27 thèses de doctorat. Son premier doctorant était Edward McLeod en 1953 et la dernière Connie Chen en 1997.

## Travaux
Garabedian est connu pour ses contributions dans les domaines de la mécanique des fluides numérique et la physique des plasmas, qui vont d'élégantes preuves d'existence pour la théorie du potentiel et les transformations conformes pour la conception et l'optimisation de stellarators.

## Prix et distinctions
Il bénéficie d'une bourse Guggenheim en 1966 et il est lauréat de la Fairchild Distinguished Scholar Caltech en 1975.
Il est lauréat de NASA Service Public Groupe Achievement Award du Centre de recherche Langley de la NASA en 1976.
Il reçoit le prix Boris Pregel (en) de l'Académie des sciences de New York en 1980, le prix George David Birkhoff, décerné conjointement par l'American Mathematical Society (AMS) et la Society for Industrial and Applied Mathematics (SIAM), en 1983. Il est également lauréat du prix Theodore von Kármán de la SIAM en 1989.
Garabedian a été élu membre de l'Académie nationale des sciences en 1975. Il est également membre de la Société américaine de physique.
Au congrès international des mathématiciens à Moscou en 1966 il donne une conférence sur les expériences informatiques en lien avec la conjecture de Bieberbach, après avoir déjà été conférencier invité au congrès de Nice en 1970 (« Numerical design of shockless transonic airfoils », avec D. G. Korn).

## Publications
- (en) Paul Garabedian, Partial Differential Equations, Chelsea Pub. Co., 1998, 2e éd., 672 p. (ISBN 0-8218-1377-3).
- (en) Paul Garabedian, F. Bauer et O. Betancourt, Magnetohydrodynamic Equilibrium and Stability of Stellarators, Springer-Verlag, 1984 (ISBN 0-387-90966-4).
- (en) Paul Garabedian, F. Bauer, D. Korn et A. Jameson (en), Supercritical Wing Sections II, Springer-Verlag, coll. « Lecture Notes in Economics and Mathematical Systems », 1975 (ISBN 0-387-07029-X)[3].